# ۷۳۶ (قمری)
۷۳۶ (قمری)، هفتصد و سی و ششمین سال در گاهشماری هجری قمری است. اول محرم این سال برابر با بیست و نهم اوت سال ۱۳۳۵ میلادی است.

## زادگان
۱۸ شعبان - امیر تیمور گورکانی (تیمور لنگ) پایه‌گذار دودمان گورکانی در کش زاده شد.

## درگذشتگان
- ۱۳ ربیع‌الاول - ابوسعید بهادرخان، آخرین فرمانروای ایلخانان مغول در ایران در قره‌باغ (احتمالا بر اثر مسمومیت) درگذشت.

## وابسته
- فهرست شاهان ایران
- جلایریان